# Haapuansaari
Haapuansaari är en ö i Finland. Den ligger i Ijo älv och i kommunen Pudasjärvi i den ekonomiska regionen  Oulunkaari  och landskapet Norra Österbotten, i den centrala delen av landet, 600 km norr om huvudstaden Helsingfors. Öns area är 1,1 hektar och dess största längd är 230 meter i nord-sydlig riktning.